# Greg Rolle
Greg Rolle, född 14 oktober 1959, är en friidrottare från Bahamas. Han deltog vid olympiska sommarspelen 1984.